# Anthurium jaramilloi
Anthurium jaramilloi är en kallaväxtart som beskrevs av Thomas Bernard Croat och J.Rodr.Salvador. Anthurium jaramilloi ingår i släktet Anthurium och familjen kallaväxter. Inga underarter finns listade.